# Aralia chinensis
Espèce
Statut de conservation UICN

 VU  : Vulnérable
Aralia chinensis est une espèce de plante à fleurs de la famille des Araliaceae. C'est un arbuste communément dénommé Chinese angelica-tree ou Angélique du Japon. Son aire de répartition s'étend du sud de la Chine au Vietnam et à Bornéo. 

## Description
Aralia chinensis est un arbuste drageonnant. Ses jeunes pousses sont souvent épineuses et deviennent, avec le temps des rameaux robustes puis des branches latérales. Les pétioles des feuilles portent aussi de petites épines. Les feuilles bipennées caduques sont de grande dimension (0,5 à 1,2m de long) et sont composées de folioles ovales, acuminées, plus ou moins étroites de 6 à 12 cm de long, à dents assez larges, vert foncé sur le dessus, et glaucescentes au revers. A l'arrivée de l'automne, les feuilles virent au jaune, orange, pourpre et rouge. En août et septembre, des petites fleurs blanches se forment créant de larges panicules légères de 30 à 45 cm, qui attirent les abeilles et autres pollinisateurs. Ensuite, des drupes sphériques d'environ 0,5 cm de diamètre, noir bleuté, prennent la place des fleurs.

## Répartition et habitat
Il s'agit d'un arbuste ou d'un arbre qui pousse principalement dans le biome tempéré. Il est originaire de Chine, du Vietnam, et de Borneo.

## Liste des variétés
Selon GBIF (19 octobre 2024) :
- Aralia chinensis var. chinensis
- Aralia chinensis var. longibractea J.Wen

## Systématique
Le nom correct complet (avec auteur) de ce taxon est Aralia chinensis L..
Ce taxon porte en français le nom vernaculaire ou normalisé suivant : angélique en arbre de Chine.
Aralia chinensis a pour synonymes :
- Aralia chinensis var. intermedia Lavallée
- Aralia intermedia Lavallée
- Aralia planchoniana Hance
- Leea spinosa Spreng.